# جورج بيرد (مؤرخ)
جورج بيرد هو مهندس معماري ومؤرخ كندي، ولد في 25 أغسطس 1939 في تورونتو في كندا.